# Ponzi-rendszer
A Ponzi-rendszer vagy más néven Ponzi-séma szélhámos beruházási művelet, egyfajta piramisjáték (más néven pilótajáték), amelyben a korábbi befektetőket az újonnan érkezett befektetők pénzéből fizetik ki, egészen a rendszer összeomlásáig.
A rendszert Charles Ponziról nevezték el, aki Olaszországban született, 1903-ban az Amerikai Egyesült Államokba emigrált. Amikor odaérkezett, csak 2,5 amerikai dollár volt a zsebében. Fénykorában közel tízmillió amerikai dollár felett rendelkezett, amit ezzel a sémával lebonyolított hatalmas csalással szedett össze.
Lényeges különbség Ponzi eredeti rendszere és a pilótajáték között, hogy az utóbbiban csak az egymást követő szintek között van kapcsolat, ezért nehéz eljutni a csúcshoz, és egyúttal lebuktatni azt. Ponzi rendszerében minden résztvevő ismeri az elindítót, aki személyes kapcsolatait is felhasználja a hálózat kiterjesztéséhez. A pilótajátékban sokan vesznek részt, de csak egyszer fizetnek be, általában kisebb összeget, így a rendszer hamarabb összeomlik, mert nincs újabb befektető. A Ponzi-rendszerben kevesebb a résztvevő, de többször is befizetnek, és nagyobb összegeket.
A Ponzi-rendszerben csak az elindító nyerhet, a pilótajátékban az első egy-két szinten is lehet még nyerni, de angolszász országokban az elnevezést sokszor használják piramisjátékszerű befektetési csalásokra, függetlenül a szintek közötti összefüggésektől.